# Ján Mudroch
Ján Mudroch (ur. 28 marca 1909 w Sotinie, zm. 4 lutego 1968 w Bratysławie) – słowacki malarz i nauczyciel akademicki.

## Życiorys
Urodził się 28 marca 1909 w Sotinie, od 1960 część Senicy. Był synem kuśnierza Pavla Mudrocha. Miał sześcioro młodszego rodzeństwa.
Od 1926 roku uczęszczał do prywantej szkoły Gustáva Mallégo, gdzie uczył się malarstwa. W latach 1931–1937 studiował na Akademii Sztuk Pięknych w Pradze, pobierając nauki u prof. Williego Nowaka.
W 1937 roku powrócił do Bratysławy, gdzie angażował się w życie kulturalne. Przed wybuchem wojny współpracował z przedstawicielami nurtu surrealistycznego Avantgarda 38.
W latach 1939 – 41 pracował na Wydziale Rysunku i Malarstwa Słowackiego Uniwersytetu Technicznego w Bratysławie.
W trakcie wojny obawiał się reperkursji ze strony nazistów z powodu swoich antyfaszowskich poglądów, dlatego zdecydował się na powrót z Bratysławy do Senicy.
W 1946 roku został mianowany profesorem na Słowackim Uniwersytecie Technicznym w Bratysławie.
W 1948 roku był zaangażowany w założenie Słowackiej Galerii Narodowej i wszedł w skład jej pierwszego sześcioosobowego zarządu.
W roku 1950 został pierwszym rektorem nowo utworzonej uczelni – Wyższej Szkoły Sztuk Pięknych w Bratysławie. Funkcję tę pełnił do 1952 roku. W tym okresie zaniedbał malarstwa, ponieważ skupiał się na funkcji na uczelni. Później pozostał na uczelni jako nauczyciel akademicki, w międzyczasie tworzył i angażował się aktywistycznie w inicjatywy związane ze sztuką.
W 1963 roku otrzymał tytuł zasłużonego artysty (sk. Zaslúžilý umelec).
Zmarł 4 lutego 1968 roku w Bratysławie. Śmierć nastąpiła po krótkiej chorobie, której objawy bagatelizował – przyszedł go szkoły w gorączką, aby wziąć udział w ocenie egzaminów wstępnych. W tym samym roku pośmiertelnie otrzymał tytuł artysty narodowego.

## Twórczość
W wyniku bombardowania Senicy pod koniec wojny około trzystu jego obrazów uległo zniszczeniu lub zaginięciu. Część obrazów została używana do zasłaniania rozbitych okien. Z tego okresu w zbiorach Galerii Záhorskiej zachowała się jedynie akwarela Sotina.
Obraz Mladá partizánka na stráži pod Rozsutcom (1954) przedstawiający zdeterminowaną kobietę z bronią gotową bronić swojego kraju stanowi doskonały przykład sztuki słowackiego realizmu socjalistycznego.

### Przykłady

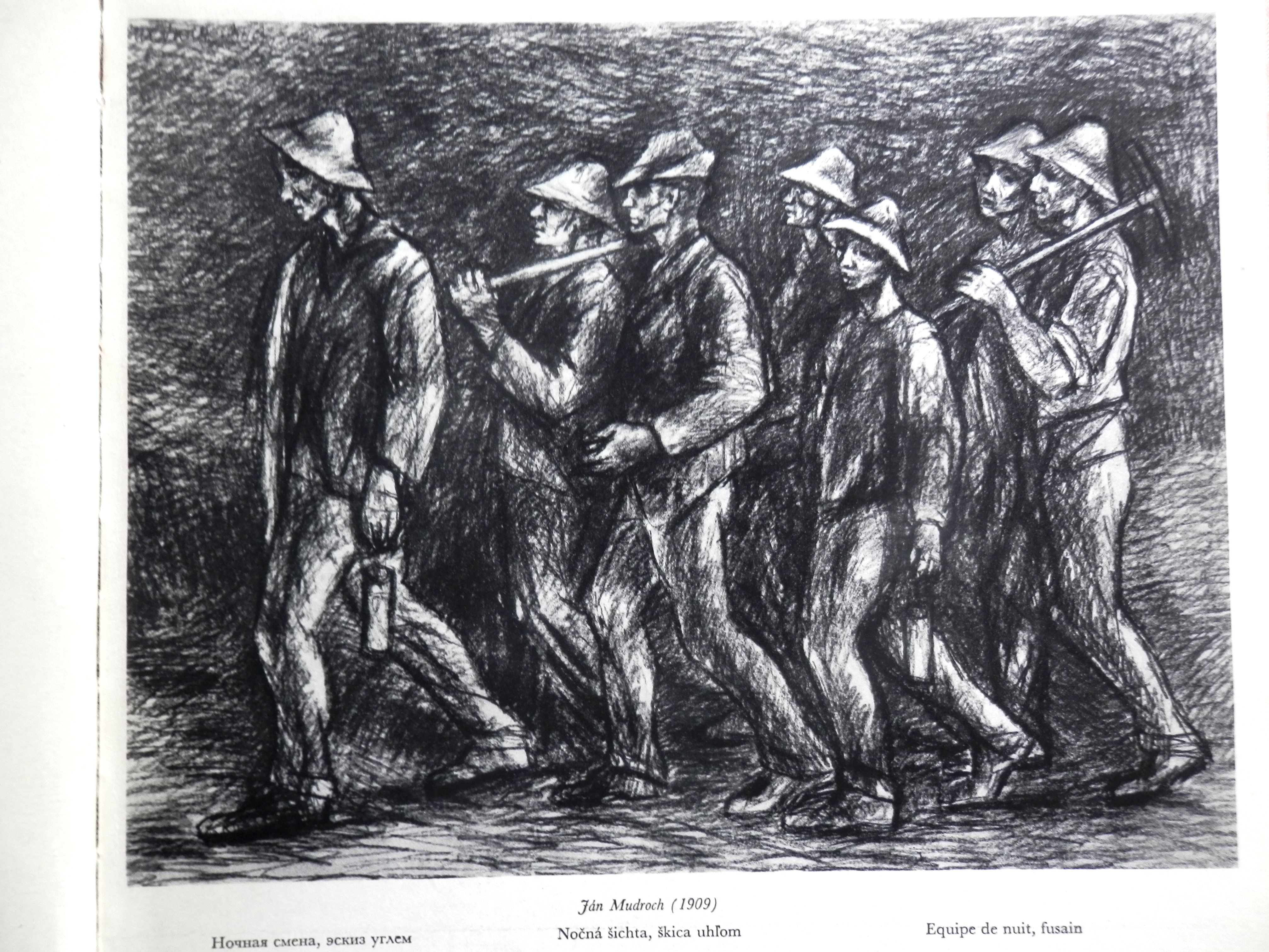
Obraz Nocna zmiana (sk. Nočná šichta)

## Upamiętnienie
27 listopada 2009 roku Slovenská pošta wydrukowała znaczek (o nomile 1,20 euro w nakładzie 80 000 sztuk), na którym znajdował się obraz Žena s čiernym klobúkom.